# Close (película)
Close (conocida en Hispanoamérica como Escolta y en España como  La protectora) es una película de acción de 2019 dirigida por Vicky Jewson y protagonizada por Noomi Rapace y Sophie Nélisse. El personaje que interpreta Rapace está basado en Jacquie Davis, guardaespaldas de celebridades como J. K. Rowling, Nicole Kidman y algunos miembros de la familia real británica. La película fue estrenada el 18 de enero de 2019 por Netflix.

## Sinopsis
Zoe Tanner, la problemática hija del fallecido magnate Eric Tanner, descubre que ha heredado la compañía de su padre, Hassine Mining. Su madrastra, Rima, con quien no tiene buena relación, ordena trasladarla a una casa de máxima seguridad en Marruecos mientras se realiza el papeleo. Para proteger a Zoe, Rima contrata a Sam, una audaz e intrépida guardaespaldas que se encarga de protegerla de un eventual secuestro.

## Reparto

### Principal
- Noomi Rapace es Sam Carlson.
- Sophie Nélisse es Zoe Tanner.
- Eoin Macken es Conall Sinclair.
- Indira Varma es Rima Hassine.

### Secundario
- Akin Gazi es Alik.
- Mansour Badri es Damari.
- Abdesslam Bouhssini es Zuberi.
- George Georgiou es Nabil.
- Kevin Shen es Watt Li, the.
- Mimi Keene es Claire.